# Anachronic Jazz Band
Anachronic Jazz Band est un groupe de jazz français, dont le répertoire est seulement composé de standards de jazz moderne et contemporain. Le groupe a existé une première fois entre 1976 et 1980, puis s'est reformé en 2013 en incluant de nouveaux membres tels que Jean-François Bonnel.

## Biographie
Le groupe se forme en 1976. Constitué d'une section de soufflants comprenant clarinettes, saxophones, trompette et trombone, ainsi qu'une d'une section rythmique (piano, banjo, soubassophone et batterie), le groupe a pour ambition de jouer les standards de jazz dit « moderne » ou « contemporain », c'est-à-dire après l'apparition du bebop, mais dans le style du jazz des années 1920, d'où l'anachronisme qui a donné son nom au groupe.
Au-delà d'arrangements recherchés, les solistes du groupe, Daniel Huck, Patrick Artero, Marc Richard, André Villéger et Claude Gousset, livrent, aussi bien en live que sur les albums, des performances remarquées qui conduisent le groupe à gagner le prix Sidney Bechet en 1978, décerné par l'Académie du jazz, et offrent l'occasion au groupe d'effectuer des tournées dans de nombreux pays européens, notamment en France, en Allemagne et en Italie[réf. nécessaire].
En 2013, le groupe se reforme avec une nouvelle équipe et sort un nouvel album intitulé Anachronic Jazz Band : Back in Town,.

## Membres

### Membres actuels
- Philippe Baudoin — piano
- Marc Richard — clarinette, saxophone alto
- Patrick Artero — trompette
- Pierre Guicquéro — trombone
- André Villéger — clarinette, saxophone ténor, saxophone soprano
- Jean-François Bonnel — clarinette, C-Melody sax
- Daniel Huck — chant, saxophone alto
- François Fournet — banjo
- Gérard Gervois — tuba
- Sylvain Glévarec — batterie
- Göran Eriksson — flûte à bec

### 1976—1980
- Philippe Baudoin — piano
- Marc Richard — clarinette, saxophone alto
- Patrick Artero — trompette
- André Villéger — clarinette, saxophone ténor
- Daniel Huck — chant, saxophone alto
- Göran Eriksson — flûte à bec
- Ainsi que : Lionel Benhamou, Bernard Laye, Pierre Lemarchand (batterie), Dominique Obadia, Daniel Barda, Marcel Bornstein, Francis Bourrec, Pascal Chebel, Patrick Diaz, Raymond Fonsèque, Pierre Gossez, Georges Grenu, Didier Hussenot, Irakli, Michel Sénamaud, Dominique Vernhes.

## Discographie
- 1976 : Anachronic Jazzband (Open)
- 1977 : Anachronic Jazzband Volume 2 (Open)
- 1978–1979 : Anachronic Jazzband-Paris Live (Calig)
- 2009 : Anthropology (Gitanes Jazz Productions, Emarcy, Universal Music France)
- 2013 : Anachronic Jazzband : Back in Town (Jazz aux Remparts)